# 2006年至2007年英格蘭足球冠軍聯賽
2006年至2007年英格蘭足球冠軍聯賽（英語：The Football League Championship 2006–07）或因贊助而稱為「可口可樂冠軍聯賽」（Coca-Cola Championship），是在英超脫離英格蘭足球聯賽獨立後，現時聯賽級別形式的第15個球季，亦是更名足球冠軍聯賽（Football League Championship）後的第3個球季。
新特蘭於開季連輸4仗後，被視為有機會連續兩季降班，但新任主席昆尼委任堅尼接掌球隊後扭轉形勢，最後20場聯賽僅錄得1場敗績，取得冠軍錦標重返英超。堅尼的曼聯舊隊友布魯士亦成功帶領伯明翰城取得第二個直接升班席位，兩支去季的降班馬一同返回頂級聯賽。整季佔據頭二席位的打比郡於煞科日失守，但仍能透過附加賽在新近重開的溫布萊球場，以1-0擊敗另一支去季降班球隊西布朗取得最後一個升班席位。排於榜末的列斯聯是去季的附加賽決賽隊伍，但經歷嚴重財困後一沉不起，更於季末最後第二輪賽事確認降班後申請財務接管而扣減10分，但仍難逃來季再扣15分的判罰。另一支遭遇財困的盧頓在大將星散後亦難以擺脫降班的命運，聯同連續兩季升班的修安聯一同降班英甲。

## 升降球隊

### 加入球隊
降級自英格蘭超級聯賽：
- 伯明翰城
- 西布朗
- 新特蘭

升級自英格蘭甲級聯賽：
- 修安聯（聯賽冠軍）
- 高車士打（聯賽亞軍）
- 班士利（附加賽冠軍）

### 離開球隊
升級往英格蘭超級聯賽：
- 雷丁（聯賽冠軍）
- 錫菲聯（聯賽亞軍）
- 屈福特（附加賽冠軍）

降級往英格蘭甲級聯賽：
- 克魯
- 米禾爾
- 白禮頓

## 球場
| 球隊     | 球場               | 容量   | 平均人數 |
| -------- | ------------------ | ------ | -------- |
|          | 奧基威爾球場       | 23,009 | 12,733   |
|          | 聖安德魯斯球場     |        | 22,273   |
| 伯恩利   | 摩亞球場           | 22,546 | 11,956   |
|          | 尼尼安公園球場 1   | 22,008 | 15,223   |
|          | 萊亞路球場         | 06,320 | 05,466   |
|          | 夏菲特路球場       | 23,489 | 20,342   |
| 水晶宫   | 塞尔赫斯特公园球场 | 26,309 | 17,541   |
|          | 普莱德公园球场     | 33,597 | 25,944   |
|          | KC球場             | 25,404 | 18,583   |
| 葉士域治 | 樸文路球場         | 30,311 | 22,444   |
|          | 艾蘭路球場         | 39,460 | 21,613   |
|          | 獲加球場           | 32,500 | 23,205   |
|          | 克尼爾沃思路球場   |        | 08,580   |
| 諾里奇城 | 卡諾路球場         | 26,034 | 24,544   |
|          | 家鄉公園球場       | 19,500 | 13,011   |
| 普雷斯頓 | 迪普戴爾球場       | 24,500 | 13,861   |
|          | 洛夫特斯路球場     | 19,128 | 12,936   |
|          | 希爾斯堡球場       | 39,814 | 23,638   |
| 南安普敦 | 聖瑪麗球場         | 32,689 | 23,556   |
|          | 鲁特·霍尔球场      |        | 10,024   |
|          | 不列顛尼亞球場     | 28,000 | 15,749   |
|          | 光明球場           | 49,000 | 31,887   |
|          | 山楂球场           | 28,003 | 20,471   |
| 狼隊     | 摩連納斯球場       | 28,525 | 20,967   |

1 球場位於威爾斯境內

## 積分榜
| 排名 | 隊伍     | 賽 | 勝 | 和 | 負 | 得 | 失 | 差  | 分 | 獲得資格、升班或降班 |
| ---- | -------- | -- | -- | -- | -- | -- | -- | --- | -- | -------------------- |
| 1    | (C, P)   | 46 | 27 | 7  | 12 | 76 | 47 | +29 | 88 | 升班到英超           |
| 2    | (P)      | 46 | 26 | 8  | 12 | 67 | 42 | +25 | 86 | 升班到英超           |
| 3    | (O, P)   | 46 | 25 | 9  | 12 | 62 | 46 | +16 | 84 | 參賽升班附加賽       |
| 4    |          | 46 | 22 | 10 | 14 | 81 | 55 | +26 | 76 | 參賽升班附加賽       |
| 5    | 狼隊     | 46 | 22 | 10 | 14 | 59 | 56 | +3  | 76 | 參賽升班附加賽       |
| 6    | 南安普敦 | 46 | 21 | 12 | 13 | 77 | 53 | +24 | 75 | 參賽升班附加賽       |
| 7    | 普雷斯頓 | 46 | 22 | 8  | 16 | 64 | 53 | +11 | 74 |                      |
| 8    |          | 46 | 19 | 16 | 11 | 62 | 41 | +21 | 73 |                      |
| 9    |          | 46 | 20 | 11 | 15 | 70 | 66 | +4  | 71 |                      |
| 10   |          | 46 | 20 | 9  | 17 | 70 | 56 | +14 | 69 |                      |
| 11   |          | 46 | 17 | 16 | 13 | 63 | 62 | +1  | 67 |                      |
| 12   | 水晶宫   | 46 | 18 | 11 | 17 | 59 | 51 | +8  | 65 |                      |
| 13   |          | 46 | 17 | 13 | 16 | 57 | 53 | +4  | 64 |                      |
| 14   | 葉士域治 | 46 | 18 | 8  | 20 | 64 | 59 | +5  | 62 |                      |
| 15   | 伯恩利   | 46 | 15 | 12 | 19 | 52 | 49 | +3  | 57 |                      |
| 16   | 諾里奇城 | 46 | 16 | 9  | 21 | 56 | 71 | −15 | 57 |                      |
| 17   |          | 46 | 16 | 8  | 22 | 47 | 62 | −15 | 56 |                      |
| 18   |          | 46 | 14 | 11 | 21 | 54 | 68 | −14 | 53 |                      |
| 19   |          | 46 | 13 | 14 | 19 | 49 | 64 | −15 | 53 |                      |
| 20   |          | 46 | 15 | 5  | 26 | 53 | 85 | −32 | 50 |                      |
| 21   |          | 46 | 13 | 10 | 23 | 51 | 67 | −16 | 49 |                      |
| 22   | (R)      | 46 | 10 | 12 | 24 | 47 | 80 | −33 | 42 | 降班到英甲           |
| 23   | (R)      | 46 | 10 | 10 | 26 | 53 | 81 | −28 | 40 | 降班到英甲           |
| 24   | (R)      | 46 | 13 | 7  | 26 | 46 | 72 | −26 | 46 | 降班到英甲           |

1. ↑  列斯聯因進行債務重組被扣10分[3]。

## 附加賽
|  | 準決賽 | 準決賽 | 準決賽 |   |   | 決賽（溫布萊球場） | 決賽（溫布萊球場） | 決賽（溫布萊球場） |  |
|  |        |        |        |   |   |                    |                    |                    |  |
|  | 3      | (pen.) | 2      |   |   |                    |                    |                    |  |
|  | 3      | (pen.) | 2      |   |   |                    |                    |                    |  |
|  | 6      |        | 1      |   |   |                    |                    |                    |  |
|  | 6      |        | 1      | 3 |   | 1                  |                    |                    |  |
|  |        |        |        | 3 |   | 1                  |                    |                    |  |
|  |        |        | 4      |   | 0 |                    |                    |                    |  |
|  | 4      |        | 4      | 3 | 0 |                    |                    |                    |  |
|  | 4      |        |        |   |   |                    |                    |                    |  |
|  | 5      | 狼隊   | 2      |   |   |                    |                    |                    |  |

### 決賽
| 2007年5月28日 15:00BST |

|     | 1–0  |  |
| --- | ---- |  |
| 61' | 報告 |  |

| 倫敦，溫布萊球場 觀眾人數：74,993 ：葛瑞姆·波爾 |

## 球季結果
| 冠軍         | 亞軍                  | 附加賽冠軍   | 其餘附加賽球隊 | 降級 |
| ------------ | --------------------- | ------------ | -------------- | ---- |
| （升上英超） | 伯明翰城 （升上英超） | （升上英超） |                |      |
| （升上英超） | 伯明翰城 （升上英超） | （升上英超） | 狼隊           | 盧頓 |
| （升上英超） | 伯明翰城 （升上英超） | （升上英超） |                |      |

## 射手榜
更新日期：2011年10月31日 (一) 02:42 (UTC) 

射手榜只列頭10位的球員
| 名次 | 球員                               | 球隊     | 入球 |
| ---- | ---------------------------------- | -------- | ---- |
| 1    | 杰米·喬頓（Jamie Cureton）         | 高車士打 | 23   |
| 2    | （Michael Chopra）                 | 卡迪夫城 | 22   |
| 3    | （Diomansy Kamara）                | 西布朗   | 21   |
| 4    | （Robert Earnshaw）                | 諾域治   | 19   |
| =5   | 克里斯·埃维鲁莫（Chris Iwelumo）   | 高車士打 | 18   |
| =5   | 格热戈日·拉夏克（Grzegorz Rasiak） | 修咸頓   | 18   |
| =7   | 斯蒂夫·霍华德（Steve Howard）      | 打比郡   | 16   |
| =7   | 阿伦·李（Alan Lee）                | 葉士域治 | 16   |
| =7   | （Kevin Phillips）                 | 西布朗   | 16   |
| 10   | （David Nugent）                   | 普雷斯頓 | 15   |

資料來源：英冠聯官方網站

## 每月最佳球員
| 月份       | 球員                           | 球隊     | 備註                   |
| ---------- | ------------------------------ | -------- | ---------------------- |
| 2006年08月 | 葛瑞·贝尔（Gareth Bale）       | 修咸頓   | （页面存档备份，存于） |
| 2006年09月 | （Michael Chopra）             | 卡迪夫城 | （页面存档备份，存于） |
| 2006年10月 | （Diomansy Kamara）            | 西布朗   | （页面存档备份，存于） |
| 2006年11月 | 达雷尔·拉塞尔（Darel Russell） | 史篤城   | （页面存档备份，存于） |
| 2006年12月 | （Jason Koumas）               | 西布朗   | （页面存档备份，存于） |
| 2007年01月 | （David Nugent）               | 普雷斯頓 | （页面存档备份，存于） |
| 2007年02月 | （Stephen Ward）               | 狼隊     | （页面存档备份，存于） |
| 2007年03月 |                                |          |                        |
| 2007年04月 |                                |          |                        |

## 每月最佳領隊
| 月份       | 領隊                              | 球隊     | 備註                   |
| ---------- | --------------------------------- | -------- | ---------------------- |
| 2006年08月 | 戴夫·鍾斯（Dave Jones）           | 卡迪夫城 | （页面存档备份，存于） |
| 2006年09月 | 杰林特·威廉斯（Geraint Williams） | 高車士打 | （页面存档备份，存于） |
| 2006年10月 | （Steve Cotterill）               | 般尼     | （页面存档备份，存于） |
| 2006年11月 | 比利·戴維斯（Billy Davies）       | 打比郡   | （页面存档备份，存于） |
| 2006年12月 | （Steve Bruce）                   | 伯明翰城 | （页面存档备份，存于） |
| 2007年01月 | 比利·戴維斯（Billy Davies）       | 打比郡   | （页面存档备份，存于） |
| 2007年02月 | （Roy Keane）                     | 新特蘭   | （页面存档备份，存于） |
| 2007年03月 | （Roy Keane）                     | 新特蘭   | （页面存档备份，存于） |
| 2007年04月 | （Tony Pulis）                    | 史篤城   | （页面存档备份，存于） |

## 2007年足球聯賽頒獎禮
- 「四四二」英格蘭冠軍聯賽年度最佳球員：
  - ，西布朗
- 「四四二」英格蘭聯賽年度最佳年青球員：
  - ，修咸頓
- 「維克斯」英格蘭冠軍聯賽年度最佳學徒球員：
  - ，卡迪夫城
- 英格蘭聯賽年度金球：
  - ，卡迪夫城，於2006年8月5日班士利對卡迪夫城

資料來源：足球聯賽官網

## PFA英冠最佳陣容
| 位置 | 球員                 | 球會     |
| ---- | -------------------- | -------- |
| 門將 | （Matt Murray）      | 狼隊     |
| 後衞 | （Graham Alexander） | 普雷斯頓 |
| 後衞 | （Gareth Bale）      | 修咸頓   |
| 後衞 | （Darren Moore）     | 打比郡   |
| 後衞 | （Curtis Davies）    | 西布朗   |
| 中場 | （Jason Koumas）     | 西布朗   |
| 中場 | （Carlos Edwards）   | 新特蘭   |
| 中場 | （Dean Whitehead）   | 新特蘭   |
| 前鋒 | （Diomansy Kamara）  | 西布朗   |
| 前鋒 | （Michael Chopra）   | 卡迪夫城 |
| 前鋒 | （Gary McSheffrey）  | 伯明翰城 |

資料來源：BBC體育（页面存档备份，存于）

## 金靴獎及金手套獎
金靴獎
| 年度      | 球員                       | 球會     | 入球 | 上陣 | 比率 |
| --------- | -------------------------- | -------- | ---- | ---- | ---- |
| 2006/07年 | 杰米·喬頓（Jamie Cureton） | 高車士打 | 23   | 44   | 0.52 |

金手套獎
| 年度      | 球員            | 球會 | 清白 | 上陣 | 平均 |
| --------- | --------------- | ---- | ---- | ---- | ---- |
| 2006/07年 | （Matt Murray） | 狼隊 | 17   | 47   | 2.76 |

備註：冠軍聯賽每季常規有46場賽事，季後附加賽的入球並不包括在金靴獎計算範圍內。

資料來源：英格蘭足球聯賽官網

## 2006/07年球隊記事
- 2006年11月21日解僱帶領球隊升級的領隊安迪·瑞切（英语：Andy Ritchie (English footballer)）（Andy Ritchie）（页面存档备份，存于）。
- 2006年12月31日正式任命西蒙·戴维（Simon Davey）為領隊 （页面存档备份，存于）。

- 2006年5月9日：伯明翰宣佈棄用杰米·克拉法姆（英语：Jamie Clapham）、克里斯·薩頓、尼科·韦森（英语：Nico Vaesen）及，而借用的伊日·亚罗西克（英语：Jiří Jarosík）及已返回原屬球會。
- 2006年7月6日：同意以550萬鎊出售希斯基給 （页面存档备份，存于）。
- 2006年7月26日：賓納以670萬鎊轉投利物浦，附加條款轉會費可增加到800萬鎊，但25%將要交回其舊球隊（页面存档备份，存于）。
- 2006年12月26日：是日為聖安德魯球場100周年紀念日，球隊以2-1擊敗昆士柏流浪（页面存档备份，存于）。

- 2006年11月2日：獲選為英冠聯十月份最佳領隊 （页面存档备份，存于）。
- 2006年12月1日：球隊首席射手安迪·格雷（英语：Andy Gray (1977)）右腳三條蹠骨折斷，預計需休息兩個月 （页面存档备份，存于）。

- 2006年5月9日：將從荷蘭飛燕諾借用一年的年青中堅格伦·洛文斯正式收歸旗下。
- 2006年12月22日：在死線前一刻由前列斯聯主席Peter Ridsdale領導的財團同意以2700萬鎊購入主席森姆·哈曼（Sam Hammam）擁有的82.5%股權。

- 6月14日：帶領球隊升級的領隊菲爾·柏堅遜突然辭職。（页面存档备份，存于）
- 6月27日：高車士打拒絕侯城提出25萬鎊補償金額出讓已請辭的領隊菲爾·柏堅遜。（页面存档备份，存于）
- 7月28日：委任前威爾斯國腳杰林特·威廉斯成為新領隊。（页面存档备份，存于）

- 2007年1月17日：在足總盃出局後辭退領隊米奇·阿當斯（Micky Adams）（页面存档备份，存于）。
- 2007年2月19日：宣佈委任伊恩·道伊（Iain Dowie）為新領隊 （页面存档备份，存于）。

- 5月22日領隊伊恩·道伊因家庭原因與球隊雙方同意解約 （页面存档备份，存于），但一星期後杜維卻出任同屬倫敦的領隊職務 （页面存档备份，存于），球隊考慮採取法律行動 （页面存档备份，存于）。
- 6月13日宣佈由前侯城領隊出任新領隊，簽約3年半。（页面存档备份，存于）

- 2006年6月13日領隊轉投水晶宮。（页面存档备份，存于）
- 2006年6月27日高車士打拒絕侯城提出25萬鎊補償金額出讓已請辭的領隊。（页面存档备份，存于）
- 2006年6月28日委任前教練法兰克·巴洛（英语：Frank Barlow (footballer)）為暫代領隊。（页面存档备份，存于）
- 2006年6月29日高車士打接納40萬鎊補償金，侯城正式委任為新領隊。（页面存档备份，存于）
- 2006年12月4日球隊位於聯賽榜尾二而陷於降級邊緣，解雇領隊（页面存档备份，存于）。
- 2007年1月4日任命前一隊教練菲尔·布朗 (足球运动员)（英语：Phil Brown (footballer, born 1959)）為新領隊，布朗在暫代職務期間帶領球隊取得3連勝佳績及脫離降級地帶 （页面存档备份，存于）。
- 2007年5月21日菲尔·布朗同意續約12個月。（页面存档备份，存于）

- 5月11日宣佈與領隊乔·罗伊尔（英语：Joe Royle）解約 （页面存档备份，存于）。
- 6月5日提升吉米·马吉尔顿（英语：Jim Magilton）為新領隊，成為冠軍聯賽中最年輕（37歲）的領隊 （页面存档备份，存于）。

- 2006年9月20日：聯賽排在尾二，辭退領隊凯文·布拉克維爾（英语：Kevin Blackwell）。（页面存档备份，存于）
- 2006年10月24日：丹尼斯·韋斯及助手普耶（Gus Poyet）聯袂加盟，兩人在時已與肯·貝茨有密切的聯繫。 （页面存档备份，存于）
- 2006年11月20日：由於肯·碧斯拒絕就前領隊凯文·布拉克維爾（英语：Kevin Blackwell）的賠償問題與聯賽領隊協會談判，可能被告上法庭。（页面存档备份，存于）
- 2007年5月4日：負債高達3500萬英鎊的球會在球季尚餘最後一場終於宣布重組債務，按例被扣減10分，下屆將降級甲組。
- 2007年5月21日全隊除四名球員外，全部同意延遲支薪。（页面存档备份，存于）

- 2007年2月13日：前樸茨茅斯班主美籍富商米兰·曼达里奇（英语：Milan Mandaric）成功收購球隊。（页面存档备份，存于）
- 2007年4月9日作客普利茅夫以0-3落敗，球隊連續8場不勝，領隊罗布·凯利（Rob Kelly）被解僱。
- 2007年4月11日球隊委任去年10月被諾域治辭退的奈杰尔·沃辛顿（Nigel Worthington）擔任領隊直到球季結束（尚餘5輪比賽）。（页面存档备份，存于）
- 2007年5月25日正式委任前米尔顿凯恩斯領隊马丁·艾伦（Martin Allen）擔任領隊。（页面存档备份，存于）

- 2007年3月15日：在球隊以1-2負於侯城而排於聯賽榜尾二，宣佈徹除領隊迈克·纽厄尔（英语：Mike Newell (footballer)）（Mike Newell）的職務，由名宿白賴仁·史甸（Brian Stein）暫代領軍 （页面存档备份，存于）。
- 2007年3月27日：正式委任凯文·布拉克維爾（英语：Kevin Blackwell）出任領隊  （页面存档备份，存于）。
- 2007年4月11日：主席比尔·湯連斯（Bill Tomlins）辭職，並承認曾三次非法付款給球員代理 （页面存档备份，存于）。

- 10月1日：在球隊以1-4負於般尼後，領隊奈杰尔·沃辛顿終被辭退，在對上5場聯賽1和4負，聯賽排名17位。（页面存档备份，存于）
- 10月16日：宣佈球隊前中場及副領隊出任新領隊。（页面存档备份，存于）

- 6月14日領隊轉投其前執教球隊史篤城。（页面存档备份，存于）
- 6月28日任命前昆士柏流浪領隊為新領隊。（页面存档备份，存于）

- 5月13日付出3萬英鎊借用費加不透露的轉會費從諾域治購入。（页面存档备份，存于）
- 6月2日領隊比利·戴維斯轉投打比郡。
- 6月17日羅致帶領升級的保罗·辛普森成為新領隊。
- 8月30日利物浦小將尼尔·梅勒（英语：Neil Mellor）加盟，簽約3年。（页面存档备份，存于）
- 10月6日蘇格蘭國腳布莱恩·奥尼尔因傷宣佈退役。（页面存档备份，存于）

- 6月28日提升暫代領隊加里·瓦達克（英语：Gary Waddock）為領隊。（页面存档备份，存于）
- 7月25日獲委任為巴西領隊的鄧加辭退非執行董事。（页面存档备份，存于）
- 9月20日因開季成績差劣，瓦達克被貶回一隊教練，聘任前及打比郡領隊约翰·格里格里（John Gregory）重出江湖帶領球隊。（页面存档备份，存于）
- 4月24日格哥利續約兩年直到2008/09球季 （页面存档备份，存于）。

- 10月19日：於周三晚0-4大敗於升班馬高車士打腳下，排名21位，球隊辭退剛在一月前續新約的領隊保羅·斯特羅克（英语：Paul Sturrock）。（页面存档备份，存于）
- 11月6日：邀請領隊布萊恩·劳斯（英语：Brian Laws）出任新領隊，簽約到2008/09年球季尾。（页面存档备份，存于）

- 2006年6月28日：效力年期最長的拒絕球會提供的一年新約。（页面存档备份，存于）
- 2006年6月30日：出任10年的主席魯珀·路維（英语：Rupert Lowe）終於辭職。（页面存档备份，存于）
- 2007年2月26日：迈克尔·怀德（英语：Michael Wilde）辭去其在球隊及母公司的所有職務，於去年6月接替路維上任的怀德原希望可以引進新資金，但未能成功 （页面存档备份，存于）。

- 2006年5月9日荷蘭籍門將巴特·格里明克因長期膝傷宣佈退役。

- 6月14日再次聘用為領隊。（页面存档备份，存于）

- 6月14日：領導球會廿年的主席鲍·穆雷（英语：Bob Murray (businessman)）辭職，以為首的財團相信可收購球會。（页面存档备份，存于）
- 7月27日：以為首的財團順利收購球會。（页面存档备份，存于）
- 8月12日：開季三連敗。（页面存档备份，存于）
- 8月19日：作客1-3負於升班馬修安聯錄得四連敗差劣成績。
- 8月22日：聯賽杯首輪0-2被英乙球隊淘汰。（页面存档备份，存于）
- 8月27日：委任前曼聯隊長為領隊。（页面存档备份，存于）
- 2月21日：擊敗英冠榜首球隊打比郡。
- 4月29日：取得直接升班資格。
- 5月6日：擊敗盧頓奪得冠軍。

- 9月18日：在主場1-1賽和修安聯後，聯賽開季3勝3和2負，僅排第9位，與自2004年11月上任的領隊解除合約。（页面存档备份，存于）
- 10月13日：委任蘇超球隊的托尼·莫布雷為新領隊。（页面存档备份，存于）

- 2006年7月1日領隊宣佈辭職。（页面存档备份，存于）
- 2006年7月22日委任前新特蘭及愛爾蘭領隊為新領隊。（页面存档备份，存于）
- 2007年5月21日會長杰克·海沃爾德（英语：Sir Jack Hayward）爵士以10英鎊將球隊控股公司100%股權出讓給史提夫摩根（Steve Morgan），但犘根需注資3,000萬英鎊給球隊。（页面存档备份，存于）

## 外部連結
- 英冠聯官方網站

| 上季： 2005-06 | 英格蘭足球冠軍聯賽 2006-07 | 下季： 2007-08 |